# Un (digramme)
Cette page contient des caractères spéciaux ou non latins. S’ils s’affichent mal (▯, ?, etc.), consultez la page d’aide Unicode.
Pour les articles homonymes, voir UN.
Un (minuscule un) est un digramme de l'alphabet latin composé d'un U et d'un N.

## Linguistique
- En français, le digramme « un » correspond généralement à [œ̃] devant une consonne (sauf m, b et p) ou en fin de mot. Devant m, b ou p, c'est le digramme « um » qui représente cette voyelle.
- En portugais, il représente [ũ] devant une consonne.

## Représentation informatique
Comme la majorité des digrammes, il n'existe aucun encodage de Un sous un seul signe, il est toujours réalisé en accolant un U et un N.